# Campeonato Europeo de Baloncesto Femenino Sub-16 de 2025
El Campeonato Europeo Sub-16 de Baloncesto Femenino de 2025 será la trigésimo quinta edición del campeonato europeo de baloncesto para selecciones nacionales femeninas sub-16. El campeonato se jugará en Pitești y Mioveni, Rumanía, del 15 al 23 de agosto de 2025, con 16 selecciones participantes.Finlandia buscará defender el título que conquistó en la anterior edición. 

## Organización

### Sedes
| Pitești Mioveni  |                          |
| Pitești          | Mioveni                  |
| Pitești Arena    | Sala Sporturilor Mioveni |
| Capacidad: 4 900 | Capacidad: 2 200         |
|                  |                          |

### Formato de competición
Fase de grupos
Los dieciséis (16) equipos participantes están divididos en cuatro (4) grupos (A, B, C, y D) compuestos por cuatro (4) equipos cada uno de ellos. Cada equipo jugará contra el resto de equipos de su propio grupo (un total de 3 partidos para cada equipo).
Fase final
Todos los equipos se clasifican para la ronda de octavos de final, en la cual se enfrentarán de forma cruzada entre los Grupos A, B, C y D (A1 - B4, A2 - B3, etc.). Los ganadores de octavos de final avanzan a la ronda de cuartos de final, mientras que los no clasificados pasarán a jugar los partidos de clasificación para las posiciones entre 9-16.

## Equipos participantes
Tras el descenso en la edición anterior de Suecia, Grecia y Montenegro, ascendieron Rumanía, como ganadora de la División B del Campeonato Europeo de Baloncesto Femenino Sub-16 de 2024; República Checa, como subcampeonas de la misma; y Gran Bretaña, como la tercera clasificada.
- Alemania
- Bélgica
- Croacia
- Eslovenia
- España
- Finlandia
- Francia
- Gran Bretaña(3º)
- Hungría
- Israel
- Italia
- Letonia
- Polonia
- República Checa(2º)
- Rumania(1º)
- Serbia

### Sorteo de grupos
El sorteo de la primera ronda se celebró el 28 de enero de 2025 en Freising, Alemania. Los grupos quedaron distribuidos de la siguiente forma:
| Grupo A                               | Grupo B                                   | Grupo C                            | Grupo D                        |
| ------------------------------------- | ----------------------------------------- | ---------------------------------- | ------------------------------ |
| España Eslovenia Letonia Gran Bretaña | Finlandia Hungría Polonia República Checa | Francia Bélgica Serbia Rumania (H) | Italia Croacia Alemania Israel |

## Fase de grupos
Todos los horarios corresponden al huso horario local (EEST – UTC+3).

### Grupo A
| Pos. | Equipo       | PJ | G | P | PF  | PC  | DP   | Pts |
| ---- | ------------ | -- | - | - | --- | --- | ---- | --- |
| 1    | España       | 3  | 3 | 0 | 228 | 116 | +112 | 6   |
| 2    | Eslovenia    | 3  | 2 | 1 | 160 | 185 | −25  | 5   |
| 3    | Letonia      | 3  | 1 | 2 | 214 | 187 | +27  | 4   |
| 4    | Gran Bretaña | 3  | 0 | 3 | 145 | 259 | −114 | 3   |

 Fuente: FIBA
Jornada 1
| 15 de agosto de 2025 | Gran Bretaña                                                    | 38–102                              | España                                                    | Mioveni |  |
| 13:00                | Parciales: 7–31, 10–26, 12–19, 9–26                             | Parciales: 7–31, 10–26, 12–19, 9–26 | Parciales: 7–31, 10–26, 12–19, 9–26                       | |  |
|                      | Estadísticas Guttormsdóttir-Frost 10 Rogers 10 Malek 2 Rogers 5 | Reporte Pts Reb Asts Val            | Estadísticas 17 Hernández 15 Lostal 6 Hernández 23 Lostal | Pabellón: Sala Sporturilor Mioveni Asistencia: 110 espectadores Árbitros: Haris Bijedić Ivana Ivanović Eirini Margarita Tsantali |  |

| 15 de agosto de 2025 | Letonia                                                           | 69–70                                 | Eslovenia                                                 | Mioveni |  |
| 20:30                | Parciales: 26–15, 15–15, 14–24, 14–16                             | Parciales: 26–15, 15–15, 14–24, 14–16 | Parciales: 26–15, 15–15, 14–24, 14–16                     | |  |
|                      | Estadísticas Tikmere 16 Sondore 15 Brokane, Sirsniņa 3 Tikmere 29 | Reporte Pts Reb Asts Val              | Estadísticas 18 Kisovec 9 Ferjančič 3 Jerković 18 Kisovec | Pabellón: Sala Sporturilor Mioveni Asistencia: 76 espectadores Árbitros: Jelena Tomić Viktor Nagy Frane Mjeda |  |

Jornada 2
| 16 de agosto de 2025 | Eslovenia                                                  | 60–55                                | Gran Bretaña | Pitesti                                                                                                   |  |
| 15:30                | Parciales: 14–10, 15–22, 11–16, 20–7                       | Parciales: 14–10, 15–22, 11–16, 20–7 | Parciales: 14–10, 15–22, 11–16, 20–7                                                                                     | |  |
|                      | Estadísticas Ferjančič 16 Ferjančič 14 Gobec 5 Ferjančič37 | Reporte Pts Reb Asts Val             | Estadísticas 25 Guttormsdóttir-Frost 7 Malek, Guttormsdóttir-Frost 2 MAlek, Guttormsdóttir-Frost 23 Guttormsdóttir-Frost | Pabellón: Pitești Arena Asistencia: 80 espectadores Árbitros: Kirile Tvauri Duhan Köyiçi Irene Frossolini |  |

| 16 de agosto de 2025 | España                                                            | 65–48                                | Letonia                                                           | Pitești |  |
| 20:30                | Parciales: 18–10, 20–8, 16–17, 11–13                              | Parciales: 18–10, 20–8, 16–17, 11–13 | Parciales: 18–10, 20–8, 16–17, 11–13                              | |  |
|                      | Estadísticas Hernández 15 Lostal 8 Cherry 4 Cherry, Ezeanatogu 11 | Reporte Pts Reb Asts Val             | Estadísticas 8 Tres jugadoras 4 Krūmina 2 Tres jugadoras 9 Balode | Pabellón: Pitești Arena Asistencia: 87 espectadores Árbitros: Nemanja Vlahović Bogna Podkowińska Dumitru Stasiev |  |

Jornada 3
| 17 de agosto de 2025 | Gran Bretaña                                                  | 52–97                               | Letonia                                                 | Mioveni |  |
| 15:30                | Parciales: 8–30, 15–25, 21–19, 8–23                           | Parciales: 8–30, 15–25, 21–19, 8–23 | Parciales: 8–30, 15–25, 21–19, 8–23                     | |  |
|                      | Estadísticas Guttormsdóttir-Frost 17 Rogers 7 Malek 3 Malek 8 | Reporte Pts Reb Asts Val            | Estadísticas 25 Sondore 11 Tikmere 5 Tikmere 25 Sondore | Pabellón: Sala Sporturilor Mioveni Asistencia: 107 espectadores Árbitros: Amalia Marchiş Veronika Vávrová Vladimir Zanev |  |

| 17 de agosto de 2025 | Eslovenia                                                       | 30–61                              | España                                                | Mioveni |  |
| 20:30                | Parciales: 8–18, 6–12, 11–15, 5–16                              | Parciales: 8–18, 6–12, 11–15, 5–16 | Parciales: 8–18, 6–12, 11–15, 5–16                    | |  |
|                      | Estadísticas Jerković 7 Ferjančič 5 Seis jugadoras 1 Jerković 6 | Reporte Pts Reb Asts Val           | Estadísticas 12 Cherry 8 Alonso 4 Hernández 15 Alonso | Pabellón: Sala Sporturilor Mioveni Asistencia: 59 espectadores Árbitros: Jelena Tomić Jules Gaduel Ivo Kitsing |  |

### Grupo B
| Pos. | Equipo          | PJ | G | P | PF  | PC  | DP  | Pts |
| ---- | --------------- | -- | - | - | --- | --- | --- | --- |
| 1    | Polonia         | 3  | 3 | 0 | 223 | 182 | +41 | 6   |
| 2    | Hungría         | 3  | 2 | 1 | 199 | 176 | +23 | 5   |
| 3    | Finlandia       | 3  | 1 | 2 | 181 | 203 | −22 | 4   |
| 4    | República Checa | 3  | 0 | 3 | 173 | 215 | −42 | 3   |

 Fuente: FIBA
Jornada 1
| 15 de agosto de 2025 | República Checa                                                      | 52–69                                | Finlandia                                             | Mioveni |  |
| 15:30                | Parciales: 13–25, 20–15, 10–11, 9–18                                 | Parciales: 13–25, 20–15, 10–11, 9–18 | Parciales: 13–25, 20–15, 10–11, 9–18                  | |  |
|                      | Estadísticas Pencáková 15 Nováková 10 Robson, Salaková 2 Sýkorová 10 | Reporte Pts Reb Asts Val             | Estadísticas 17 Riihela 9 Nanje 4 Riihijarvi 13 Nanje | Pabellón: Sala Sporturilor Mioveni Asistencia: 100 espectadores Árbitros: Nataša Dragojević Ivo Kitsing Ruslan Khaligov |  |

| 15 de agosto de 2025 | Polonia                                                   | 64–61                                 | Hungría                                                 | Mioveni |  |
| 18:00                | Parciales: 24–15, 13–14, 16–17, 11–15                     | Parciales: 24–15, 13–14, 16–17, 11–15 | Parciales: 24–15, 13–14, 16–17, 11–15                   | |  |
|                      | Estadísticas Bowes 15 Jasik 14 Cinco jugadoras 2 Jasik 21 | Reporte Pts Reb Asts Val              | Estadísticas 17 Galos 7 Csaplár-Nagy 6 Dinnyés 15 Oross | Pabellón: Sala Sporturilor Mioveni Asistencia: 74 espectadores Árbitros: Nemanja Vlahović Irene Frosolini Dumitru Stasiev |  |

Jornada 2
| 16 de agosto de 2025 | Hungría                                            | 68–61                                | República Checa                                                        | Pitești                                                                                                   |  |
| 13:00                | Parciales: 19–17, 21–18, 16–8, 12–18               | Parciales: 19–17, 21–18, 16–8, 12–18 | Parciales: 19–17, 21–18, 16–8, 12–18                                   | |  |
|                      | Estadísticas Halasy 16 Oross 10 Halasy 5 Halasy 19 | Reporte Pts Reb Asts Val             | Estadísticas 21 Pencáková 10 Nováková 4 Robson, Pencáková 18 Pencáková | Pabellón: Pitești Arena Asistencia: 100 espectadores Árbitros: Ivana Ivanović Jules Gaduel Vladimir Zanev |  |

| 16 de agosto de 2025 | Finlandia                                                     | 61–81                                 | Polonia                                                      | Mioveni |  |
| 15:30                | Parciales: 10–26, 10–19, 24–14, 17–22                         | Parciales: 10–26, 10–19, 24–14, 17–22 | Parciales: 10–26, 10–19, 24–14, 17–22                        | |  |
|                      | Estadísticas' Riihijarvi 13 Mattila 6 Riihela 3 Riihijarvi 10 | Reporte Pts Reb Asts Val              | Estadísticas 16 Bowes 7 Kenig 3 Olejniczak, Koryzna 16 Bowes | Pabellón: Sala Sporturilor Mioveni Asistencia: 86 espectadores Árbitros: Javier Torres Sánchez Amalia Marchiş Frane Mjeda |  |

Jornada 3
| 17 de agosto de 2025 | República Checa                                                                 | 60–78                                 | Polonia                                                   | Pitești |  |
| 13:00                | Parciales: 15–26, 15–21, 15–19, 15–12                                           | Parciales: 15–26, 15–21, 15–19, 15–12 | Parciales: 15–26, 15–21, 15–19, 15–12                     | |  |
|                      | Estadísticas Přichystalová 10 Bartošová, Sýkorová 8 Sýkorová 3 Přichystalová 15 | Reporte Pts Reb Asts Val              | Estadísticas 12 Wróbel 10 Onuorah 6 Kenig 13 Jasik, Kenig | Pabellón: Pitești Arena Asistencia: 150 espectadores Árbitros: Goran Grbić Nataša Dragojević Anastasia Tsakiraki |  |

| 17 de agosto de 2025 | Hungría                                                              | 70–51                                | Finlandia                                                        | Pitești |  |
| 20:30                | Parciales: 12–20, 19–10, 16–14, 23–7                                 | Parciales: 12–20, 19–10, 16–14, 23–7 | Parciales: 12–20, 19–10, 16–14, 23–7                             | |  |
|                      | Estadísticas Csaplár-Nagy 16 Csaplár-Nagy 9 Halasy 5 Csaplár-Nagy 17 | Reporte Pts Reb Asts Val             | Estadísticas 11 Riihijarvi 10 Riihela 3 Riihijarvi 10 Riihijarvi | Pabellón: Pitești Arena Asistencia: 100 espectadores Árbitros: Duhan Köyiçi Elvis Binders-Čoders Eirini Margarita Tsantali |  |

### Grupo C
| Pos. | Equipo      | PJ | G | P | PF  | PC  | DP  | Pts |
| ---- | ----------- | -- | - | - | --- | --- | --- | --- |
| 1    | Serbia      | 3  | 3 | 0 | 260 | 196 | +64 | 6   |
| 2    | Francia     | 3  | 2 | 1 | 208 | 170 | +38 | 5   |
| 3    | Rumania (H) | 3  | 1 | 2 | 179 | 191 | −12 | 4   |
| 4    | Bélgica     | 3  | 0 | 3 | 165 | 255 | −90 | 3   |

 Fuente: FIBA
Jornada 1
| 15 de agosto de 2025 | Rumania                                                    | 42–60                               | Francia                                                     | Pitești                                                                                                   |  |
| 18:00                | Parciales: 17–20, 10–17, 9–12, 6–11                        | Parciales: 17–20, 10–17, 9–12, 6–11 | Parciales: 17–20, 10–17, 9–12, 6–11                         | |  |
|                      | Estadísticas Marcus 11 Tres jugadoras 4 Marcus 2 Marcus 13 | Reporte Pts Reb Asts Val            | Estadísticas 14 Foirest 9 Konate, Bissa 4 Unjanqui 18 Bissa | Pabellón: Pitești Arena Asistencia: 557 espectadores Árbitros: Duhan Köyiçi Goran Grbić Bogna Podkowińska |  |

| 15 de agosto de 2025 | Serbia                                                    | 100–66                                | Bélgica                                         | Pitești |  |
| 20:30                | Parciales: 28–13, 26–27, 26–11, 20–15                     | Parciales: 28–13, 26–27, 26–11, 20–15 | Parciales: 28–13, 26–27, 26–11, 20–15           | |  |
|                      | Estadísticas Petrović 21 Avramović 10 Mazić 4 Petrović 22 | Reporte Pts Reb Asts Val              | Estadísticas 15 Depauw 7 Belche 6 Mol 18 Depauw | Pabellón: Pitești Arena Asistencia: 138 espectadores Árbitros: Elvis Binders-Čoders Vladimir Zanev Kristīne Simanoviča |  |

Jornada 2
| 16 de agosto de 2025 | Bélgica                                                  | 49–71                                | Rumania                                                      | Pitești                                                                                                   |  |
| 18:00                | Parciales: 18–23, 11–17, 6–13, 14–18                     | Parciales: 18–23, 11–17, 6–13, 14–18 | Parciales: 18–23, 11–17, 6–13, 14–18                         | |  |
|                      | Estadísticas Jans 9 Belche 10 Tres jugadores 2 Belche 13 | Reporte Pts Reb Asts Val             | Estadísticas 21 Babadac 9 Marcus 4 Tres jugadores 18 Babadac | Pabellón: Pitești Arena Asistencia: 495 espectadores Árbitros: Haris Bijedic Jelena Tomić Ruslan Khaligov |  |

| 16 de agosto de 2025 | Francia                                                  | 64–78                                 | Serbia                                                      | Mioveni |  |
| 18:00                | Parciales: 11–21, 19–15, 18–17, 16–24                    | Parciales: 11–21, 19–15, 18–17, 16–24 | Parciales: 11–21, 19–15, 18–17, 16–24                       | |  |
|                      | Estadísticas Sevaux 17 Sevaux 11 Yombo-Gboto 3 Sevaux 14 | Reporte Pts Reb Asts Val              | Estadísticas 12 Jovanov 15 Avramović 6 Jovanov 20 Avramović | Pabellón: Sala Sporturilo Mioveni Asistencia: 148 espectadores Árbitros: Viktor Nagy Veronika Vávrová Anastasia Tsakiraki |  |

Jornada 3
| 17 de agosto de 2025 | Bélgica                                                | 50–84                                | Francia                                             | Mioveni |  |
| 13:00                | Parciales: 2–25, 22–17, 13–17, 13–25                   | Parciales: 2–25, 22–17, 13–17, 13–25 | Parciales: 2–25, 22–17, 13–17, 13–25                | |  |
|                      | Estadísticas Keppenne 19 Depauw 8 Belche 3 Keppenne 14 | Reporte Pts Reb Asts Val             | Estadísticas 18 Foirest 12 Sevaux 4 Bissa 23 Sevaux | Pabellón: Sala Sporturilor Mioveni Asistencia: 83 espectadores Árbitros: Javier Torres Sánchez Irene Frosolini Frane Mjeda |  |

| 17 de agosto de 2025 | Rumania                                   | 66–82                                | Serbia                                                      | Pitești |  |
| 18:00                | Parciales: 8–15, 24–14, 24–22, 10–31      | Parciales: 8–15, 24–14, 24–22, 10–31 | Parciales: 8–15, 24–14, 24–22, 10–31                        | |  |
|                      | Estadísticas Velcea 25 Dan 9 Dan 3 Dan 12 | Reporte Pts Reb Asts Val             | Estadísticas 22 Jovanov 10 Maksimović 4 Petrović 22 Jovanov | Pabellón: Pitești Arena Asistencia: 350 espectadores Árbitros: Nataša Dragojević Kirile Tvauri Kristīne Simanoviča |  |

### Grupo D
| Pos. | Equipo   | PJ | G | P | PF  | PC  | DP  | Pts |
| ---- | -------- | -- | - | - | --- | --- | --- | --- |
| 1    | Italia   | 3  | 3 | 0 | 198 | 152 | +46 | 6   |
| 2    | Alemania | 3  | 2 | 1 | 238 | 167 | +71 | 5   |
| 3    | Croacia  | 3  | 1 | 2 | 173 | 217 | −44 | 4   |
| 4    | Israel   | 3  | 0 | 3 | 185 | 258 | −73 | 3   |

 Fuente: FIBA
Jornada 1
| 15 de agosto de 2025 | Israel                                                   | 51–77                                | Italia                                              | Pitești |  |
| 13:00                | Parciales: 6–17, 20–23, 12–22, 13–15                     | Parciales: 6–17, 20–23, 12–22, 13–15 | Parciales: 6–17, 20–23, 12–22, 13–15                | |  |
|                      | Estadísticas Carmi 17 Abudram 10 Gorin, Gadot 4 Carmi 12 | Reporte Pts Reb Asts Val             | Estadísticas 11 Hassan 16 Hassan 6 Hassan 30 Hassan | Pabellón: Pitești Arena Asistencia: 100 espectadores Árbitros: Amalia Marchiş Veronika Vávrová Jules Gaduel |  |

| 15 de agosto de 2025 | Alemania                                                  | 89–40                               | Croacia                                              | Pitești |  |
| 15:30                | Parciales:' 24–8, 21–9, 22–14, 22–9                       | Parciales:' 24–8, 21–9, 22–14, 22–9 | Parciales:' 24–8, 21–9, 22–14, 22–9                  | |  |
|                      | Estadísticas Koch 19 Askamp 9 Tres jugadoras 3 Wiegand 17 | Reporte Pts Reb Asts Val            | Estadísticas 15 Bilušić 7 Pavela 2 Pavela 8 Glomazic | Pabellón: Pitești Arena Asistencia: 100 espectadores Árbitros: Kirile Tvauri Javier Torres Sánchez Anastasia Tsakiraki |  |

Jornada 2
| 16 de agosto de 2025 | Croacia                                                   | 85–62                                | Israel                                                     | Mioveni |  |
| 13:00                | Parciales: 26–9, 24–22, 19–10, 16–21                      | Parciales: 26–9, 24–22, 19–10, 16–21 | Parciales: 26–9, 24–22, 19–10, 16–21                       | |  |
|                      | Estadísticas Pilić 24 Bilušić 12 Pavela, Pilić 5 Pilić 31 | Reporte Pts Reb Asts Val             | Estadísticas 19 Gorin 11 Abudram 3 Tres jugadoras 17 Gorin | Pabellón: Sala Sporturilor Mioveni Asistencia: 114 espectadores Árbitros: Elvis Binders-Čoders Ivo Kitsing Eirini Margarita Tsantali |  |

| 16 de agosto de 2025 | Italia                                               | 55–53                                | Alemania                                                       | Mioveni |  |
| 20:30                | Parciales: 15–17, 12–17, 17–14, 11–5                 | Parciales: 15–17, 12–17, 17–14, 11–5 | Parciales: 15–17, 12–17, 17–14, 11–5                           | |  |
|                      | Estadísticas Hassan 17 Müller 9 Diagne 6 Salvetti 13 | Reporte Pts Reb Asts Val             | Estadísticas 12 Zraychenko 10 Wiegand 3 Pfanzlet 10 Zraychenko | Pabellón: Sala Sporturilor Mioveni Asistencia: 98 espectadores Árbitros: Goran Grbić Nataša Dragojević Kristīne Simanoviča |  |

Jornada 3
| 17 de agosto de 2025 | Israel                                             | 72–96                                 | Alemania                                              | Pitești |  |
| 15:30                | Parciales: 16–19, 19–24, 21–28, 16–25              | Parciales: 16–19, 19–24, 21–28, 16–25 | Parciales: 16–19, 19–24, 21–28, 16–25                 | |  |
|                      | Estadísticas Gorin 17 Abudram 7 Gadot 4 Abudram 11 | Reporte Pts Reb Asts Val              | Estadísticas 23 Koch 8 Gierlich 9 Wiegand 23 Gierlich | Pabellón: Pitești Arena Asistencia: 144 espectadores Árbitros: Ivana Ivanović Bogna Podkowińska Ruslan Khaligov |  |

| 17 de agosto de 2025 | Croacia                                        | 48–66                                 | Italia                                              | Mioveni |  |
| 18:00                | Parciales: 13–16, 11–11, 11–23, 13–16          | Parciales: 13–16, 11–11, 11–23, 13–16 | Parciales: 13–16, 11–11, 11–23, 13–16               | |  |
|                      | Estadísticas Tabak 15 Pilić 8 Tabak 5 Tabak 11 | Reporte Pts Reb Asts Val              | Estadísticas 17 Müller 13 Perego 5 Diagne 27 Perego | Pabellón: Sala Sporturilor Mioveni Asistencia: 86 espectadores Árbitros: Viktor Nagy Haris Bijedić Dumitru Stasiev |  |

## Fase final
Todos los horarios corresponden al huso horario local (EEST – UTC+3).
|  | Octavos de final | Octavos de final | Octavos de final |          |           | Cuartos de final | Cuartos de final | Cuartos de final |  |  | Semifinales  | Semifinales  | Semifinales  |  |                    | Final              | Final              | Final        |  |
|  | 19 de agosto     | 19 de agosto     | 19 de agosto     |          |           | 20 de agosto     | 20 de agosto     | 20 de agosto     |  |  | 22 de agosto | 22 de agosto | 22 de agosto |  |                    | 23 de agosto       | 23 de agosto       | 23 de agosto |  |
|  |                  |                  |                  |          |           |                  |                  |                  |  |  |              |              |              |  |                    |                    |                    |              |  |
|  |                  |                  |                  |          |           |                  |                  |                  |  |  |              |              |              |  |                    |                    |                    |              |  |
|  | A1               | España           | 80               |          |           |                  |                  |                  |  |  |              |              |              |  |                    |                    |                    |              |  |
|  | A1               | España           | 80               |          |           |                  |                  |                  |  |  |              |              |              |  |                    |                    |                    |              |  |
|  | B4               | República Checa  | 29               |          |           |                  |                  |                  |  |  |              |              |              |  |                    |                    |                    |              |  |
|  | B4               | República Checa  | 29               |          | España    | España           | 72               |                  |  |  |              |              |              |  |                    |                    |                    |              |  |
|  |                  |                  |                  |          | España    | España           | 72               |                  |  |  |              |              |              |  |                    |                    |                    |              |  |
|  |                  |                  | Francia          | Francia  | 53        |                  |                  |                  |  |  |              |              |              |  |                    |                    |                    |              |  |
|  | C2               | Francia          | Francia          | Francia  | 53        | 86               |                  |                  |  |  |              |              |              |  |                    |                    |                    |              |  |
|  | C2               | Francia          |                  |          |           |                  |                  |                  |  |  |              |              |              |  |                    |                    |                    |              |  |
|  | D3               | Croacia          | 50               |          |           |                  |                  |                  |  |  |              |              |              |  |                    |                    |                    |              |  |
|  | D3               | Croacia          | 50               |          |           |                  | España           |                  |  |  |              |              |              |  |                    |                    |                    |              |  |
|  |                  |                  |                  |          |           |                  |                  |                  |  |  |              |              |              |  |                    |                    |                    |              |  |
|  |                  |                  | Letonia          |          |           |                  |                  |                  |  |  |              |              |              |  |                    |                    |                    |              |  |
|  | B2               | Hungría          | 73               |          |           |                  |                  |                  |  |  |              |              |              |  |                    |                    |                    |              |  |
|  | B2               | Hungría          | 73               |          |           |                  |                  |                  |  |  |              |              |              |  |                    |                    |                    |              |  |
|  | A3               | Letonia          | 76               |          |           |                  |                  |                  |  |  |              |              |              |  |                    |                    |                    |              |  |
|  | A3               | Letonia          | 76               |          | Letonia   | Letonia          | 51               |                  |  |  |              |              |              |  |                    |                    |                    |              |  |
|  |                  |                  |                  |          | Letonia   | Letonia          | 51               |                  |  |  |              |              |              |  |                    |                    |                    |              |  |
|  |                  |                  | Italia           | Italia   | 47        |                  |                  |                  |  |  |              |              |              |  |                    |                    |                    |              |  |
|  | D1               | Italia           | Italia           | Italia   | 47        | 95               |                  |                  |  |  |              |              |              |  |                    |                    |                    |              |  |
|  | D1               | Italia           |                  |          |           |                  |                  |                  |  |  |              |              |              |  |                    |                    |                    |              |  |
|  | C4               | Bélgica          | 73               |          |           |                  |                  |                  |  |  |              |              |              |  |                    |                    |                    |              |  |
|  | C4               | Bélgica          | 73               |          |           |                  |                  |                  |  |  |              |              |              |  |                    |                    |                    |              |  |
|  |                  |                  |                  |          |           |                  |                  |                  |  |  |              |              |              |  |                    |                    |                    |              |  |
|  |                  |                  |                  |          |           |                  |                  |                  |  |  |              |              |              |  |                    |                    |                    |              |  |
|  | A2               | Eslovenia        | 68               |          |           |                  |                  |                  |  |  |              |              |              |  |                    |                    |                    |              |  |
|  | A2               | Eslovenia        | 68               |          |           |                  |                  |                  |  |  |              |              |              |  |                    |                    |                    |              |  |
|  | B3               | Finlandia        | 53               |          |           |                  |                  |                  |  |  |              |              |              |  |                    |                    |                    |              |  |
|  | B3               | Finlandia        | 53               |          | Eslovenia | Eslovenia        | 68               |                  |  |  |              |              |              |  |                    |                    |                    |              |  |
|  |                  |                  |                  |          | Eslovenia | Eslovenia        | 68               |                  |  |  |              |              |              |  |                    |                    |                    |              |  |
|  |                  |                  | Serbia           | Serbia   | 51        |                  |                  |                  |  |  |              |              |              |  |                    |                    |                    |              |  |
|  | C1               | Serbia           | Serbia           | Serbia   | 51        | 79               |                  |                  |  |  |              |              |              |  |                    |                    |                    |              |  |
|  | C1               | Serbia           |                  |          |           |                  |                  |                  |  |  |              |              |              |  |                    |                    |                    |              |  |
|  | D4               | Israel           | 40               |          |           |                  |                  |                  |  |  |              |              |              |  |                    |                    |                    |              |  |
|  | D4               | Israel           | 40               |          |           |                  | Eslovenia        |                  |  |  |              |              |              |  |                    |                    |                    |              |  |
|  |                  |                  |                  |          |           |                  |                  |                  |  |  |              |              |              |  |                    |                    |                    |              |  |
|  |                  |                  | Alemania         |          |           |                  |                  |                  |  |  |              |              |              |  |                    |                    |                    |              |  |
|  | B1               | Polonia          | 88               |          |           |                  |                  |                  |  |  |              |              |              |  |                    |                    |                    |              |  |
|  | B1               | Polonia          | 88               |          |           |                  |                  |                  |  |  |              |              |              |  |                    |                    |                    |              |  |
|  | A4               | Gran Bretaña     | 60               |          |           |                  |                  |                  |  |  |              |              |              |  |                    |                    |                    |              |  |
|  | A4               | Gran Bretaña     | 60               |          | Polonia   | Polonia          | 54               |                  |  |  |              |              |              |  | Partido 3.º puesto | Partido 3.º puesto | Partido 3.º puesto |              |  |
|  |                  |                  |                  |          | Polonia   | Polonia          | 54               |                  |  |  |              |              |              |  | Partido 3.º puesto | Partido 3.º puesto | Partido 3.º puesto |              |  |
|  |                  |                  | Alemania         | Alemania | 78        |                  |                  |                  |  |  |              |              |              |  |                    |                    |                    |              |  |
|  | D2               | Alemania         | Alemania         | Alemania | 78        | 87               |                  |                  |  |  |              |              |              |  |                    |                    |                    |              |  |
|  | D2               | Alemania         |                  |          |           |                  |                  |                  |  |  |              |              |              |  |                    |                    |                    |              |  |
|  | C3               | Rumania          | 55               |          |           |                  |                  |                  |  |  |              |              |              |  |                    |                    |                    |              |  |
|  | C3               | Rumania          | 55               |          |           |                  |                  |                  |  |  |              |              |              |  |                    |                    |                    |              |  |
|  |                  |                  |                  |          |           |                  |                  |                  |  |  |              |              |              |  |                    |                    |                    |              |  |

#### Octavos de final
| 19 de agosto de 2025 | Francia                                             | 86–50                                | Croacia                                                    | Pitești |  |
| 13:00                | Parciales: 17–13, 25–9, 23–13, 21–15                | Parciales: 17–13, 25–9, 23–13, 21–15 | Parciales: 17–13, 25–9, 23–13, 21–15                       | |  |
|                      | Estadísticas Sevaux 15 Sevaux 13 Essaga 6 Sevaux 27 | Reporte Pts Reb Asts Val             | Estadísticas 16 Pilic 5 Tres jugadores 5 Tabak 10 Glomazić | Pabellón: Pitești Arena Asistencia: 50 espectadores Árbitros: Ivana Ivanović Eirini Margarita Tsantali Kristīne Simanoviča |  |

| 19 de agosto de 2025 | Italia                                             | 95–73                                 | Bélgica                                                    | Mioveni |  |
| 13:00                | Parciales: 21–27, 20–16, 29–14, 25–16              | Parciales: 21–27, 20–16, 29–14, 25–16 | Parciales: 21–27, 20–16, 29–14, 25–16                      | |  |
|                      | Estadísticas Perego 22 Hassan 7 Perego 7 Perego 29 | Reporte Pts Reb Asts Val              | Estadísticas 18 Lecluse 7 Belche 4 Bens 13 Belche, Lecluse | Pabellón: Sala Sporturilor Mioveni Asistencia: 78 espectadores Árbitros: Nataša Dragojević Jules Gaduel Anastasia Tsakiraki |  |

| 19 de agosto de 2025 | España                                                                                       | 80–29                              | República Checa                                                  | Pitești |  |
| 15:30                | Parciales: 17–9, 26–3, 23–12, 14–5                                                           | Parciales: 17–9, 26–3, 23–12, 14–5 | Parciales: 17–9, 26–3, 23–12, 14–5                               | |  |
|                      | Estadísticas Valenzuela 12 Lishchuk, Abubakar 7 Cherry, Ballesté 5 Valenzuela, Ezeanatogu 19 | Reporte Pts Reb Asts Val           | Estadísticas 12 Kotrčová 5 Pencáková 1 Ocho jugadoras 5 Kotrčová | Pabellón: Pitești Arena Asistencia: 200 espectadores Árbitros: Duhan Köyiçi Amalia Marchiş Dumitru Stasiev |  |

| 19 de agosto de 2025 | Hungría                                                           | 73–76                                 | Letonia                                                   | Mioveni |  |
| 15:30                | Parciales: 14–20, 19–20, 18–16, 22–20                             | Parciales: 14–20, 19–20, 18–16, 22–20 | Parciales: 14–20, 19–20, 18–16, 22–20                     | |  |
|                      | Estadísticas Dinnyés 18 Csaplár-Nagy 7 Dinnyés 4 Galos, Halasy 19 | Reporte Pts Reb Asts Val              | Estadísticas 23 Skrebele 18 Sondore 5 Skrebele 34 Sondore | Pabellón: Sala Sporturilor Mioveni Asistencia: 117 espectadores Árbitros: Goran Grbić Frane Mjeda Bogna Podkowińska |  |

| 19 de agosto de 2025 | Eslovenia                                                              | 68–53                                | Finlandia                                                    | Mioveni |  |
| 18:00                | Parciales: 15–16, 22–8, 14–16, 17–13                                   | Parciales: 15–16, 22–8, 14–16, 17–13 | Parciales: 15–16, 22–8, 14–16, 17–13                         | |  |
|                      | Estadísticas Kržišnik 18 Ferjančič 9 Jerković, Ferjančič 4 Kržišnik 20 | Reporte Pts Reb Asts Val             | Estadísticas 19 Riihijarvi 7 Mattila 3 Riihela 21 Riihijarvi | Pabellón: Sala Sporturilor Mioveni Asistencia: 100 espectadores Árbitros: Veronika Vávrová Elvis Binders-Čoders Irene Frosolini |  |

| 19 de agosto de 2025 | Alemania                                                      | 87–55                                 | Rumania                                                    | Pitești                                                                                                  |  |
| 18:00                | Parciales: 15–12, 22–17, 25–15, 25–11                         | Parciales: 15–12, 22–17, 25–15, 25–11 | Parciales: 15–12, 22–17, 25–15, 25–11                      | |  |
|                      | Estadísticas Wiegand 21 Gierlich, Askamp 9 Askamp 4 Askamp 23 | Reporte Pts Reb Asts Val              | Estadísticas 18 Babadac 6 Babadac, Marcus 3 Dan 18 Babadac | Pabellón: Pitești Arena Asistencia: 517 espectadores Árbitros: Jelena Tomić Nemanja Vlahović Viktor Nagy |  |

| 19 de agosto de 2025 | Polonia                                                             | 88–60                                 | Gran Bretaña                                              | Pitești                                                                                                 |  |
| 20:30                | Parciales: 31–10, 12–17, 18–13, 27–20                               | Parciales: 31–10, 12–17, 18–13, 27–20 | Parciales: 31–10, 12–17, 18–13, 27–20                     | |  |
|                      | Estadísticas Wróbel, Jasik 16 Brzeska, Onuorah 8 Brzeska 6 Jasik 18 | Reporte Pts Reb Asts Val              | Estadísticas 18 Malek 7 Malek 1 Cuatro jugadoras 20 Malek | Pabellón: Pitești Arena Asistencia: 76 espectadores Árbitros: Ivo Kitsing Haris Bijedić Ruslan Khaligov |  |

| 19 de agosto de 2025 | Serbia                                                          | 79–40                               | Israel                                                | Mioveni |  |
| 20:30                | Parciales: 29–7, 16–12, 14–5, 20–16                             | Parciales: 29–7, 16–12, 14–5, 20–16 | Parciales: 29–7, 16–12, 14–5, 20–16                   | |  |
|                      | Estadísticas Petković 11 Ilić 11 Tres jugadoras 4 Maksimović 18 | Reporte Pts Reb Asts Val            | Estadísticas 14 Carmi 6 Abudram 2 Carmi, Abd 13 Carmi | Pabellón: Sala Sporturilor Mioveni Asistencia: 100 espectadores Árbitros: Javier Torres Sánchez Kirile Tvauri Vladimir Zanev |  |

#### Cuartos de final
| 20 de agosto de 2025 | España                                                     | 72–53                               | Francia                                                  | Pitești |  |
| 13:00                | Parciales: 19–9, 18–15, 27–14, 8–15                        | Parciales: 19–9, 18–15, 27–14, 8–15 | Parciales: 19–9, 18–15, 27–14, 8–15                      | |  |
|                      | Estadísticas Hernández 19 Lostal 6 Ballesté 4 Hernández 19 | Reporte Pts Reb Asts Val            | Estadísticas 18 Essaga 8 Bissa 2 Tres jugadoras 15 Bissa | Pabellón: Pitești Arena Asistencia: 100 espectadores Árbitros: Nemanja Vlahović Jelena Tomić Ruslan Khaligov |  |

| 20 de agosto de 2025 | Letonia                                                           | 51–47                               | Italia                                                   | Pitești                                                                                              |  |
| 15:30                | Parciales: 12–14, 20–12, 8–12, 11–9                               | Parciales: 12–14, 20–12, 8–12, 11–9 | Parciales: 12–14, 20–12, 8–12, 11–9                      | |  |
|                      | Estadísticas Sondore 15 Sondore 17 Brokane, Skrebele 2 Sondore 17 | Reporte Pts Reb Asts Val            | Estadísticas 13 Müller 9 Moni, Perego 3 Perego 12 Perego | Pabellón: Pitești Arena Asistencia: 72 espectadores Árbitros: Kirile Tvauri Duhan Köyiçi Viktor Nagy |  |

| 20 de agosto de 2025 | Polonia                                                            | 54–78                                 | Alemania                                                            | Pitești |  |
| 18:00                | Parciales: 15–21, 19–18, 10–23, 10–16                              | Parciales: 15–21, 19–18, 10–23, 10–16 | Parciales: 15–21, 19–18, 10–23, 10–16                               | |  |
|                      | Estadísticas Koryzna, Kenig 10 Jasik 9 Brzeska, Koryzna 3 Jasik 13 | Reporte Pts Reb Asts Val              | Estadísticas' 20 Wiegand 9 Pfanzelt 4 Pfanzelt, Gierlich 22 Wiegand | Pabellón: Pitești Arena Asistencia: 50 espectadores Árbitros: Elvis Binders-Čoders Javier Torres Sánchez Kristīne Simanoviča |  |

| 20 de agosto de 2025 | Eslovenia                                              | 68–51                                | Serbia                                                      | Pitești |  |
| 20:30                | Parciales: 18–15, 15–14, 15–8, 20–14                   | Parciales: 18–15, 15–14, 15–8, 20–14 | Parciales: 18–15, 15–14, 15–8, 20–14                        | |  |
|                      | Estadísticas Požin 27 Ferjančič 10 Jerković 7 Požin 32 | Reporte Pts Reb Asts Val             | Estadísticas 14 Milosević 8 Avramović 3 Jovanov 9 Milosević | Pabellón: Pitești Arena Asistencia: 30 espectadores Árbitros: Amalia Marchiş Nataša Dragojević Ivo Kitsing |  |

#### Semifinales
| 22 de agosto de 2025 | España                | vs.                   | Letonia               | Pitești                           |  |
| 18:00                | Parciales: –, –, –, – | Parciales: –, –, –, – | Parciales: –, –, –, – |                                   |  |
|                      |                       | Reporte               |                       | Pabellón: Pitești Arena Árbitros: |  |

| 22 de agosto de 2025 | Eslovenia             | vs.                   | Alemania              | Pitești                           |  |
| 20:30                | Parciales: –, –, –, – | Parciales: –, –, –, – | Parciales: –, –, –, – |                                   |  |
|                      |                       | Reporte               |                       | Pabellón: Pitești Arena Árbitros: |  |

#### Partido por el 3.º puesto
| 23 de agosto de 2025 | Perdedor SF1          | vs.                   | Perdedor SF2          | Pitești                           |
| 17:00                | Parciales: –, –, –, – | Parciales: –, –, –, – | Parciales: –, –, –, – |                                   |
|                      |                       |                       |                       | Pabellón: Pitești Arena Árbitros: |

#### Final
| 23 de agosto de 2025 | Ganador SF1           | vs.                   | Ganador SF2           | Pitești                           |
| 19:30                | Parciales: –, –, –, – | Parciales: –, –, –, – | Parciales: –, –, –, – |                                   |
|                      |                       |                       |                       | Pabellón: Pitești Arena Árbitros: |

|                      |
| Bandera de ?         |
| Campeón ? ?.º título |

### Cuadro por el 5.º-8.º puesto
|  | Semifinales 5.º-8.º | Semifinales 5.º-8.º |  |  | Partido 5.º puesto | Partido 5.º puesto |  |
|  | 22 de agosto        | 22 de agosto        |  |  | 23 de agosto       | 23 de agosto       |  |
|  |                     |                     |  |  |                    |                    |  |
|  |                     |                     |  |  |                    |                    |  |
|  | Francia             |                     |  |  |                    |                    |  |
|  |                     |                     |  |  |                    |                    |  |
|  | Italia              |                     |  |  |                    |                    |  |
|  |                     |                     |  |  |                    |                    |  |
|  |                     |                     |  |  |                    |                    |  |
|  |                     |                     |  |  |                    |                    |  |
|  | Serbia              |                     |  |  |                    |                    |  |
|  |                     |                     |  |  |                    |                    |  |
|  | Polonia             |                     |  |  | Partido 7.º puesto | Partido 7.º puesto |  |
|  | Polonia             |                     |  |  | Partido 7.º puesto | Partido 7.º puesto |  |
|  |                     |                     |  |  |                    |                    |  |
|  |                     |                     |  |  |                    |                    |  |
|  |                     |                     |  |  |                    |                    |  |
|  |                     |                     |  |  |                    |                    |  |
|  |                     |                     |  |  |                    |                    |  |
|  |                     |                     |  |  |                    |                    |  |

#### Semifinales del 5.º-8.º puesto
| 22 de agosto de 2025 | Francia               | vs.                   | Italia                | Pitești                           |  |
| 13:00                | Parciales: –, –, –, – | Parciales: –, –, –, – | Parciales: –, –, –, – |                                   |  |
|                      |                       | Reporte               |                       | Pabellón: Pitești Arena Árbitros: |  |

| 22 de agosto de 2025 | Serbia                | vs.                   | Polonia               | Pitești                           |  |
| 15:30                | Parciales: –, –, –, – | Parciales: –, –, –, – | Parciales: –, –, –, – |                                   |  |
|                      |                       | Reporte               |                       | Pabellón: Pitești Arena Árbitros: |  |

#### Partido por el 7.º puesto
| 23 de agosto de 2025 |                       | vs. |  | [[]]                     |
|                      | Parciales: –, –, –, – |     |  |                          |
|                      |                       |     |  | Pabellón: [[]] Árbitros: |

#### Partido por el 5.º puesto
| 23 de agosto de 2025 |                       | vs. |  | [[]]                     |
|                      | Parciales: –, –, –, – |     |  |                          |
|                      |                       |     |  | Pabellón: [[]] Árbitros: |

### Cuadro por el 9.º-16.º puesto
|  | Partido 13.º puesto | Partido 13.º puesto |              |                 | Semifinales 13.º-16.º | Semifinales 13.º-16.º |              |              | Cuartos de final 9.º-16.º | Cuartos de final 9.º-16.º |        |         | Semifinales 9.º-12.º | Semifinales 9.º-12.º |  |  | Partido 9.º puesto | Partido 9.º puesto |
|  |                     |                     |              |                 |                       |                       |              |              |                           |                           |        |         |                      |                      |  |  |                    |                    |
|  |                     |                     |              |                 |                       |                       |              |              | 20 de agosto              |                           |        |         |                      |                      |  |  |                    |                    |
|  |                     |                     |              |                 |                       |                       |              |              |                           |                           |        |         |                      |                      |  |  |                    |                    |
|  | 23 de agosto        | 23 de agosto        |              |                 | 22 de agosto          | 22 de agosto          |              |              | República Checa           | 75                        |        |         | 22 de agosto         | 22 de agosto         |  |  | 23 de agosto       | 23 de agosto       |
|  | 23 de agosto        | 23 de agosto        |              |                 | 22 de agosto          | 22 de agosto          |              |              | República Checa           | 75                        |        |         | 22 de agosto         | 22 de agosto         |  |  | 23 de agosto       | 23 de agosto       |
|  | 23 de agosto        | 23 de agosto        |              |                 | 22 de agosto          | 22 de agosto          | Croacia      | 79           |                           |                           |        |         | 22 de agosto         | 22 de agosto         |  |  | 23 de agosto       | 23 de agosto       |
|  | 23 de agosto        | 23 de agosto        |              | República Checa |                       |                       | Croacia      | 79           |                           |                           |        | Croacia |                      |                      |  |  | 23 de agosto       | 23 de agosto       |
|  | 23 de agosto        | 23 de agosto        | 20 de agosto | República Checa |                       |                       |              |              |                           |                           |        | Croacia |                      |                      |  |  | 23 de agosto       | 23 de agosto       |
|  | 23 de agosto        | 23 de agosto        |              |                 | Bélgica               |                       |              |              | Hungría                   |                           |        |         |                      |                      |  |  | 23 de agosto       | 23 de agosto       |
|  | 23 de agosto        | 23 de agosto        | Hungría      | 75              | Bélgica               |                       |              |              | Hungría                   |                           |        |         |                      |                      |  |  | 23 de agosto       | 23 de agosto       |
|  | 23 de agosto        | 23 de agosto        | Hungría      | 75              |                       |                       |              |              |                           |                           |        |         |                      |                      |  |  | 23 de agosto       | 23 de agosto       |
|  | 23 de agosto        | 23 de agosto        |              |                 | Bélgica               | 62                    |              |              |                           |                           |        |         |                      |                      |  |  | 23 de agosto       | 23 de agosto       |
|  |                     |                     |              |                 | Bélgica               | 62                    |              |              |                           |                           |        |         |                      |                      |  |  |                    |                    |
|  | 20 de agosto        |                     |              |                 |                       |                       |              |              |                           |                           |        |         |                      |                      |  |  |                    |                    |
|  |                     |                     |              |                 |                       |                       |              |              |                           |                           |        |         |                      |                      |  |  |                    |                    |
|  | Finlandia           | 75                  |              |                 |                       |                       |              |              |                           |                           |        |         |                      |                      |  |  |                    |                    |
|  | Finlandia           | 75                  |              |                 | 22 de agosto          | 22 de agosto          | 22 de agosto | 22 de agosto |                           |                           |        |         |                      |                      |  |  |                    |                    |
|  |                     |                     | Israel       | 84              | 22 de agosto          | 22 de agosto          | 22 de agosto | 22 de agosto |                           |                           |        |         |                      |                      |  |  |                    |                    |
|  | Partido 15.º puesto | Partido 15.º puesto | Israel       | 84              | Finlandia             |                       |              |              |                           |                           | Israel |         | Partido 11.º puesto  | Partido 11.º puesto  |  |  |                    |                    |
|  | Partido 15.º puesto | Partido 15.º puesto | 20 de agosto |                 | Finlandia             |                       |              |              |                           |                           | Israel |         | Partido 11.º puesto  | Partido 11.º puesto  |  |  |                    |                    |
|  | 23 de agosto        | 23 de agosto        |              |                 | Gran Bretaña          |                       |              |              | Rumania                   |                           |        |         | 23 de agosto         | 23 de agosto         |  |  |                    |                    |
|  |                     |                     | Gran Bretaña | 45              | Gran Bretaña          |                       |              |              | Rumania                   |                           |        |         |                      |                      |  |  |                    |                    |
|  |                     |                     | Gran Bretaña | 45              |                       |                       |              |              |                           |                           |        |         |                      |                      |  |  |                    |                    |
|  |                     |                     |              |                 | Rumania               | 74                    |              |              |                           |                           |        |         |                      |                      |  |  |                    |                    |

#### Cuartos de final del 9.º-16.º puesto
| 20 de agosto de 2025 | República Checa                                                      | 75–79                                | Croacia                                                   | Mioveni |  |
| 13:00                | Parciales: 14–36, 16–13, 27–6, 18–24                                 | Parciales: 14–36, 16–13, 27–6, 18–24 | Parciales: 14–36, 16–13, 27–6, 18–24                      | |  |
|                      | Estadísticas Pencáková 24 Nováková 14 Robson, Kotrčová 4 Nováková 20 | Reporte Pts Reb Asts Val             | Estadísticas 20 Tres jugadoras 11 Pilić 14 Tabak 28 Tabak | Pabellón: Sala Sporturilor Mioveni Asistencia: 100 espectadores Árbitros: Vladimir Zanev Goran Grbić Anastasia Tsakiraki |  |

| 20 de agosto de 2025 | Hungría                                                                            | 75–62                                | Bélgica                                            | Mioveni |  |
| 15:30                | Parciales: 19–6, 16–22, 21–17, 19–17                                               | Parciales: 19–6, 16–22, 21–17, 19–17 | Parciales: 19–6, 16–22, 21–17, 19–17               | |  |
|                      | Estadísticas Csaplár-Nagy 22 Székely, Csaplár-Nagy Halasy 8 Galos, Csaplár-Nagy 18 | Reporte Pts Reb Asts Val             | Estadísticas 12 Mc Collum 7 Belche 6 Bens 12' Bens | Pabellón: Sala Sporturilor Mioveni Asistencia: 50 espectadores Árbitros: Irene Frosolini Ivana Ivanović Dumitru Stasiev |  |

| 20 de agosto de 2025 | Gran Bretaña                                     | 45–74                                | Rumania                                            | Mioveni |  |
| 18:00                | Parciales: 18–20, 11–16, 6–18, 10–20             | Parciales: 18–20, 11–16, 6–18, 10–20 | Parciales: 18–20, 11–16, 6–18, 10–20               | |  |
|                      | Estadísticas Malek 14 Malek 7 Rugette 2 Malek 15 | Reporte Pts Reb Asts Val             | Estadísticas 28 Velcea 16 Tudor 7 Marcus 25 Velcea | Pabellón: Sala Sporturilor Mioveni Asistencia: 286 espectadores Árbitros: Jules Gaduel Veronika Vávrová Haris Bijedić |  |

| 20 de agosto de 2025 | Finlandia                                                   | 75–84                                 | Israel                                            | Mioveni |  |
| 20:30                | Parciales: 10–24, 13–22, 29–12, 23–26                       | Parciales: 10–24, 13–22, 29–12, 23–26 | Parciales: 10–24, 13–22, 29–12, 23–26             | |  |
|                      | Estadísticas Riihela 17 Honkonen 13 Riihijarvi 5 Mattila 23 | Reporte Pts Reb Asts Val              | Estadísticas 31 Gorin 11 Abudram 7 Gorin 29 Gorin | Pabellón: Sala Sporturilor Mioveni Asistencia: 68 espectadores Árbitros: Eirini Margarita Tsantali Bogna Podkowińska Frane Mjeda |  |

#### Semifinales del 13.º-16.º puesto
| 22 de agosto de 2025 | República Checa       | vs.                   | Bélgica               | Mioveni                                      |  |
| 13:00                | Parciales: –, –, –, – | Parciales: –, –, –, – | Parciales: –, –, –, – |                                              |  |
|                      |                       | Reporte               |                       | Pabellón: Sala Sporturilor Mioveni Árbitros: |  |

| 22 de agosto de 2025 | Finlandia             | vs.                   | Gran Bretaña          | Mioveni                                      |  |
| 15:30                | Parciales: –, –, –, – | Parciales: –, –, –, – | Parciales: –, –, –, – |                                              |  |
|                      |                       | Reporte               |                       | Pabellón: Sala Sporturilor Mioveni Árbitros: |  |

#### Semifinales del 9.º-12.º puesto
| 22 de agosto de 2025 | Israel                | vs.                   | Rumania               | Mioveni                                      |  |
| 18:00                | Parciales: –, –, –, – | Parciales: –, –, –, – | Parciales: –, –, –, – |                                              |  |
|                      |                       | Reporte               |                       | Pabellón: Sala Sporturilor Mioveni Árbitros: |  |

| 22 de agosto de 2025 | Croacia               | vs.                   | Hungría               | Mioveni                                      |  |
| 20:30                | Parciales: –, –, –, – | Parciales: –, –, –, – | Parciales: –, –, –, – |                                              |  |
|                      |                       | Reporte               |                       | Pabellón: Sala Sporturilor Mioveni Árbitros: |  |

#### Partido por el 15.º puesto
| 23 de agosto de 2025 |                       | vs. |  | [[]]                     |
|                      | Parciales: –, –, –, – |     |  |                          |
|                      |                       |     |  | Pabellón: [[]] Árbitros: |

#### Partido por el 13.º puesto
| 23 de agosto de 2025 |                       | vs.                   |                       | Pitești                           |
| 14:30                | Parciales: –, –, –, – | Parciales: –, –, –, – | Parciales: –, –, –, – |                                   |
|                      |                       |                       |                       | Pabellón: Pitești Arena Árbitros: |

#### Partido por el 11.º puesto
| 23 de agosto de 2025 |                       | vs. |  | [[]]                     |
|                      | Parciales: –, –, –, – |     |  |                          |
|                      |                       |     |  | Pabellón: [[]] Árbitros: |

#### Partido por el 9.º puesto
| 23 de agosto de 2025 |                       | vs. |  | [[]]                     |
|                      | Parciales: –, –, –, – |     |  |                          |
|                      |                       |     |  | Pabellón: [[]] Árbitros: |

## Medallero
| Medalla de plata · Bandera de ? | Medalla de oro · Bandera de ? | Medalla de bronce · Bandera de ? |
|                                 |                               |                                  |

## Estadísticas

### Clasificación final
| Pos.              | Equipo | G-P | PF | PC | Dif. |
| ----------------- | ------ | --- | -- | -- | ---- |
| Medalla de oro    |        | –   |    |    |      |
| Medalla de plata  |        | –   |    |    |      |
| Medalla de bronce |        | –   |    |    |      |
| 4º                |        | –   |    |    |      |
| 5º                |        | –   |    |    |      |
| 6º                |        | –   |    |    |      |
| 7º                |        | –   |    |    |      |
| 8º                |        | –   |    |    |      |
| 9º                |        | –   |    |    |      |
| 10º               |        | –   |    |    |      |
| 11º               |        | –   |    |    |      |
| 12º               |        | –   |    |    |      |
| 13º               |        | –   |    |    |      |
| 14º               |        | –   |    |    |      |
| 15º               |        | –   |    |    |      |
| 16º               |        | –   |    |    |      |

     – Desciende a la División B. 

## Premios y reconocimientos
| Quinteto ideal |
| -------------- |
|                |
| MVP:           |